# Serendipity
Serendipity (no Brasil, Escrito nas Estrelas; em Portugal, Feliz Acaso) é um filme estadunidense de 2001, uma comédia romântica dirigida por Peter Chelsom, escrito por Marc Klein e estrelado por John Cusack e Kate Beckinsale. A trilha sonora foi composta por Alan Silvestri. O filme foi uma das várias produções de entretenimento audiovisual afetado pelos ataques de 11 de setembro, as imagens do WTC que apareciam em Serendipity foram retiradas digitalmente.
Serendipity estreou no Festival Internacional de Cinema de Toronto de 2001. O filme estreou em #2 nas bilheterias dos EUA, ganhando US$13,309,241 no primeiro final de semana, atrás de Training Day. Com um orçamento estimado de US$28 milhões, este foi o primeiro filme da Chelsom a gerar lucro. Depois de alguns dos maiores fracassos comerciais de todos os tempos (Town & Country), Serendipity marcou o primeiro de vários sucessos de bilheteria para Chelsom, chegando em 2009 com Hannah Montana: The Movie. Serendipity arrecadou US$50,294,317 nas bilheterias domésticas e US$27,221,987 internacionalmente para um total de US$77,516,304.
Com base em 130 comentários, o filme detém uma taxa de aprovação de 59% no site Rotten Tomatoes. O consenso do site afirma: "Leve e charmoso, Serendipity poderia se beneficiar de menos invenções". Em Metacritic, o filme tem uma classificação de 52/100, significando "revisões mistas ou médias". As audiências pesquisadas pelo CinemaScore deram ao filme uma nota média de "B+" em uma escala A+ a F. Roger Ebert deu ao filme 1½ de 4 estrelas.
Em agosto de 2019, foi anunciado que a NBC iria adaptar o filme em uma série de televisão.

## Sinopse
Casal se conhece por acaso numa loja em Nova York, e surge uma atração mútua. Um reencontro acontece — a chance para perseguir esse amor e dar uma ajuda ao destino.

## Elenco
- John Cusack como Jonathan Trager
- Kate Beckinsale como Sara Thomas
- Molly Shannon como Eve
- Bridget Moynahan como Halley Buchanan
- Jeremy Piven como Dean Kansky
- John Corbett como Lars Hammond
- Eugene Levy como vendedor da Bloomingdale (Macall Polay)
- Marcia Bennett como Mrs. Trager
- Eve Crawford como Sra. Buchanan
- Evan Neuman como Kenny
- Buck Henry (sem créditos) como ele mesmo
- Lucy Gordon como Caroline Mitchell
- Kevin Rice como Kip Mitchell
- Gary Gerbrandt como Josh

## Trilha sonora
- "Never a Day" - Wood
- "Moonlight Kiss" - Bap Kennedy
- "January Rain" - David Gray
- "Waiting in Vain" - Annie Lennox
- "The Distance" - Evan & Jaron
- "Like Lovers Do" - Heather Nova
- "When You Know" - Shawn Colvin
- "Black Eyed Dog" - Nick Drake
- "Northern Sky" - Nick Drake
- "Cool Yule" - Louis Armstrong
- "This Year" - Chantal Kreviazuk
- "(There's) Always Something There to Remind Me" - Brian Whitman
- "'83" - John Mayer
- "Fast Forward" - Alan Silvestri
- "From Rusholme With Love" - Mint Royale

Não incluído no lançamento da trilha sonora
- "Someone Like You" - Van Morrison
- "I'm Still in Love" - CoCo Lee
- "Rose Rouge" - St. Germain